# غينادي كومناتوف
غينادي كومناتوف (بالروسية: Комнатов, Геннадий Викторович) مواليد 18 سبتمبر 1949 في أومسك، روسيا - الوفاة 1 أبريل 1979 في أومسك، كان دراج روسي. سبق أن شارك في دورة الألعاب الأولمبية الصيفية وفاز بميدالية أولمبية.

## الميداليات
| الميدالية | المسابقة                       |
| --------- | ------------------------------ |
| ذهبية     | الألعاب الأولمبية الصيفية 1972 |

## روابط خارجية
- غينادي كومناتوف على موقع أرشيف الدراجات (الإنجليزية)
- غينادي كومناتوف على موقع أوليمبيديا (الإنجليزية)